# イタリア人の女の子が居候することになった
『イタリア人の女の子が居候することになった』（イタリアじんのおんなのこがいそうろうすることになった、英語: There's an Italian Girl Staying With Me）は、ハミタによる日本の漫画作品。作者のTwitter上で連載され、KADOKAWAより書籍化。

## 登場人物
雄二（ゆうじ）
本作の主人公。23歳のイラストレーター。
フランチェスカ
本作のヒロイン。イタリア人、20歳の大学生。

## 書誌情報
- ハミタ『イタリア人の女の子が居候することになった』KADOKAWA〈MFコミックス〉、全3巻
  1. 2020年12月23日発売[2]、ISBN 978-4-04-736454-7
  2. 2021年4月23日発売[3]、ISBN 978-4-04-680398-6
  3. 2022年1月21日発売[4][5]、ISBN 978-4-04-680917-9